# 충신이흥발지려
충신 이흥발지려(忠臣 李興발之閭)은 대한민국 전북특별자치도 전주시 완산구에 있는, 조선 중기의 충신 이흥발의 행적을 기리기 위해, 영조 29년(1753)에 나라에서 건립한 것이다. 2000년 11월 17일 전라북도의 문화재자료 제168호로 지정되었다.

## 개요
이 정려각은 조선 중기의 충신 이흥발의 행적을 기리기 위해, 영조 29년(1753)에 나라에서 건립한 것이다.
이흥발은 정묘호란 이전 해인 인조 4년(1626)에 상소를 올려 청나라 사신을 목벨 것으로 요청했으며, 병자호란에서 청나라에 패하자 관직을 버렸다.
이 정려각은 현존하는 대부분이 효자와 열녀에 관한 것인데 비해 충신의 정려라는 점에서 주목되며, 전형적인 정려각 건축 형식을 그대로 갖추고 있다.
정려각 뒤에는 이흥발의 묘소가 있고, 아래에는 근래 건립한 종중 재실이 있다.

## 같이 보기
- 이흥발

## 참고 자료
- 충신이흥발지려 - 국가유산청 국가유산포털